# Haliclona maxima
Haliclona maxima är en svampdjursart som beskrevs av Patricia R. Bergquist och Warne 1980. Haliclona maxima ingår i släktet Haliclona och familjen Chalinidae. Inga underarter finns listade i Catalogue of Life.